# Retter von Redwall
Retter von Redwall ist eine Fernsehserie, die von der kanadischen Nelvana, der französischen Alphanim und der deutschen TV-Loonland AG produziert wurde. Sie basiert auf der Buchreiche Redwall von Brian Jacques. Die Zeichentrickserie umfasst drei Staffeln, die erste entstand auf der Grundlage des ersten Buches Redwall, die zweite auf dem dritten Buch Mattimeo und die dritte auf dem sechsten Buch Martin the Warrior.

## Handlung

### Erste Staffel
Eine junge Maus namens Matthias lebt in der Abtei Redwall. In Erinnerungen an sein vergangenes Leben schwelgend, besinnt er sich darauf, dass seine Familie einst sehr arm war. Während eines besonders harten Winters hatte eine Armee von Ratten, angeführt von Cluny dem Tyrann, sein Dorf angegriffen. Matthias sah Cluny kurz bevor er von seiner Schwester gerettet wurde. Nach einer Beratung mit den Wühlmäusen reisten sie mit der noch frischen Erinnerung an Cluny im Gedächtnis nach Redwall.
Nach schwierigen Reisen, bei denen sie von Asmodeus, einer riesigen Schlange, beobachtet werden, bricht die Schwester von Matthias zusammen und Matthias bald nach ihr. Als er wieder zu sich kommt, erkennt er, dass er nach Redwall gebracht worden war. Dort teilt ihm der Klostervater schließlich mit, dass seine Schwester an Erschöpfung durch die Reise gestorben ist. Matthias wird in der Abtei als Novize aufgenommen, wo er davon träumt, ein solch großer Krieger wie Martin, die Krieger-Maus, zu werden.
Als er mit Constance, der Dächsin, und einigen Waldbewohnern in der Nähe der Abtei unterwegs ist, entdeckt er Cluny und seine Ratten, die auf Redwall zumarschieren und eine nahe gelegene Kirche als ihre Hauptbasis verwenden. Cluny und seine Hauptleute gehen nach Redwall. Sie behaupten, Reisende zu sein und gelangen dadurch ins Innere der Abtei, wo sie den Bewohnern ihre Forderungen stellen. In einem Wutanfall greift Matthias die Belagerer an, wodurch Cluny und seine Hauptleute gezwungen sind, Redwall zu verlassen. Als Cluny sich unter diesem Zwang wieder außerhalb des Klosters befindet, befiehlt Cluny seinem einzigen Kletterer, dem Ninja-artigen Shadow, das Bild von Martin aus dem Wandteppich des Klosters zu stehlen, um den moralischen Zusammenhalt in Redwall zu schmälern. Shadow gelingt dieses Vorhaben, wird jedoch von Matthias abgefangen und stürzt von den Wänden herab in den Tod. Cluny nimmt daraufhin das Bild von Martin als seine Kriegsbeute an sich, muss aber erkennen, dass er Alpträume von Martin und Matthias hat, solange sich der Wandteppich in seinem Besitz befindet. Dies ändert sich erst, als es Matthias Freunden, Jess dem Eichhörnchen und Basilius Hirsch Hase, gelingt, den Wandteppich zurückzuerobern.
Nach einer Reihe von Schlachten befindet sich Matthias auf der Suche nach Martins Schwert, in der Annahme, damit Cluny vertreiben zu können, sollten sie es finden. Mit Methusalem, dem alten Abtei-Chronist, und Kornblume (eine junge Maus, die mit Matthias eng befreundet ist), entdecken sie, dass Matthias der nächste Abtei-Krieger zu sein scheint, genau wie es Martin vor ihm gewesen war. Durch ein Rätsel, das sie unter dem Wandteppich gefunden haben, entdecken sie Martins Grab unter einer steinernen Treppe, wo sich auch Martins Schild und sein Schwert-Gürtel befinden.
Um sein bei einem gescheiterten Angriff verletztes Bein in Ordnung zu bringen, lässt Cluny unterdessen die Füchsin Sela, eine Heilerin, und ihren Sohn Hühnerhund zu sich holen. Die beiden versuchen, ihn mit einem Schlaftrunk zu betäuben, bemächtigen sich eines vermeintlichen Plans für einen Angriff und verschaffen sich auf diese Weise Zugang nach Redwall, wo sie einige Wertgegenstände zu erbeuten versuchen. Als Methusalem sie dabei erwischt, wird er von Hühnerhund niedergeschlagen und erliegt später seinen Verletzungen. Sela kann ergriffen werden und wird an Cluny ausgeliefert, der sie tötet. Hühnerhund gelingt es zwar, aus der Abtei zu fliehen, er begegnet draußen jedoch Asmodeus und es scheint, dass dieser ihn verschlungen hat.
Anschließend findet Matthias Martins Schwertscheide im Quartier wilder Spatzen, die von dem wahnsinnigen König Bullenspatz regiert werden. Matthias stiehlt die Schwertscheide aus dem Lager, tötet dabei Bullenspatz und freundet sich mit einem jungen Spatzen namens Kriegsfeder an. Von ihr erfährt er, dass Martins Schwert von Asmodeus gestohlen worden war. Auf der Suche nach näheren Informationen dazu, trifft Matthias einen Stamm streitsüchtiger Spitzmäuse, die ihm raten, Captain Snow, einen Greifvogel, nach weiteren Informationen zu fragen. Dieser sagt ihm, dass Asmodeus in einem nahe gelegenen Steinbruch lebt, spottet zugleich aber über Matthias, weil dieser denkt, eine Chance gegen die Schlange zu haben und das Schwert zu bekommen. Er wettet mit Matthias, dass, wenn dieser das Schwert bekommen sollte, er aufhören würde, Mäuse und Spitzmäuse zu essen und sich bei Julian Gingivere, einer vegetarischen Katze, entschuldigen würde. Diese war früher mit Snow befreundet gewesen, bis er von ihr aus seiner Heimat, aufgrund seiner Manieren und seinen Vorlieben bezüglich der Nahrung, verbannt worden war.
Nachdem Matthias kurz in die Abtei zurückgekehrt war, begibt er sich, mit Hilfe von Guosim, auf eine Expedition, um das Schwert zu erhalten. Sie folgen Asmodeus in den großen Steinbruch. Dort findet Matthias das Schwert und enthauptet die Schlange nach einem erbitterten Kampf. Inzwischen hat Kornblume Martins alte Kampf-Rüstung auf einem Dachboden der Abtei entdeckt.
Während dieser ganzen Zeit hat Cluny versucht, Redwall einzunehmen. Er ließ einen Tunnel bauen, mit einem Rammbock vorgehen, den Gewürz-Kaufmannes Siebenschläfer erpressen, um  Kornblume zu entführen und Lösegeld zu bekommen, die Tore niederbrennen, einen Belagerungsturm errichten, Soldaten einschleichen, die angeben, sie seinen von einem lokalen Zirkus, der gerade hier zu Besuch ist. Doch jedes Mal scheitern die Ratten und bei Cluny zeigen sich erste Anzeichen dafür, dass er langsam wahnsinnig wird.
Während Matthias unterwegs ist, um mehr Truppen zum Kampf gegen die Ratten zu sammeln, zwingt Cluny den Siebenschläfer, den er gefangen genommen hat, in Redwall einzuschleichen und die Tore von innen zu öffnen. Schließlich dringen Cluny und seine Armee in die Abtei ein. Allerdings kommt Matthias, gekleidet in Martins Rüstung, zurück, unterstützt von einer Armee von Spitzmäuse und Spatzen. Martin erkennt, dass das Kloster von Cluny übernommen wurde und dieser im Begriff ist, alle Bewohner von Redwall (beginnend mit Kornblume) hinzurichten. Der Anblick von Matthias, der wie die Maus in Clunys Träumen gekleidet ist, erschreckt Cluny schließlich derart, dass er seine Truppen gegen Martin und dessen Armee schickt. In der anschließenden Schlacht zwischen der Armee von Cluny und den gemischten Verteidigern von Redwall, entführt Cluny Kornblume und versteckt sich im Glockenturm. Als Matthias ihnen folgt, stellt Cluny ihm einen Hinterhalt und beginnt ein Duell, was beide bis an die Spitze des Glockenturms führt. Cluny springt hinab, fängt Kornblume erneut und droht, sie umzubringen, sofern Mathias nicht nach unten komme, um ihm gegenüberzutreten. Mathias schwört, dies zu tun, wenn Cluny Kornblume freilasse. Cluny lässt Kornblume frei und Matthias tötet Cluny, indem er die Glockenseile durchschneidet, wodurch die Abtei-Glocke nach unten auf Cluny fällt und diesen sofort tötet.
Nach der Schlacht zeigt sich, dass der Abt Mortimer tödlich verwundet worden war und sterben wird. Bevor er stirbt, erklärt er Matthias zum Abtei-Krieger und Kornblume zu seiner Frau.
Im Epilog erfährt man, wie sich das Leben in Redwall wieder normalisiert. Die Spatzen werden jetzt von Kriegsfeder regiert, die eine gute Herrscherin ist. Zudem sind die Sparra jetzt Freunde mit den Bewohnern von Redwall. Einige der Spitzmäuse haben sich entschieden, in Redwall zu bleiben und das Handwerk des Imkers zu erlernen. Sie wollen mit den Bienen sprechen, damit sie mit ihnen streiten können. Der neue Abt ist Bruder Mordalfus, der zuvor als Bruder Alf bekannt gewesen war. Matthias und Kornblume sind nun glücklich verheiratet und haben einen Sohn, namens Mattimeo. (Dies scheint eine Kurzform für Matthias Methusalem Mortimer zu sein – möglicherweise MATThIas MEthuselah mOrtimer.) Der neue Abtei-Chronist, Hans Kirchenmaus, sagt am Ende, dass die Pforten von Redwall für Reisende immer offen und die Betrachter eingeladen sind, sie zu besuchen, wenn sie sich jemals auf der Durchreise befinden.

### Zweite Staffel
Mehrere Jahre nach Clunys Tod bekommen Matthias und Kornblume einen Sohn, Mattimeo. Er hält sich für etwas Besonderes, weil er der Sohn eines Kriegers ist. Als Mattimeo sich deswegen sogar mit Vitsch, einer jungen Ratte, die vor kurzem in die Abtei aufgenommen wurde, schlägt, weist ihn sein Vater streng zurecht und erklärt ihm, dass man es sich verdienen muss, ein echter Krieger zu sein.
Eines Nachts, als die Bewohner von Redwall feiern, werden sie von dem maskierten Fuchs, Slagar der Grausame, unterbrochen. Bei diesem handelt es sich um Hühnerhund, den Sohn der Füchsin Sela, der von den Redwallern für tot gehalten wurde. Tatsächlich war er damals entkommen, jedoch war sein Gesicht in Mitleidenschaft gezogen worden. Nun will Slagar sich an Redwall rächen: Er betäubt alle und entführt mit seinen Gefolgsleuten die Kinder aus der Abtei. Es stellt sich heraus, dass Vitsch Slagars Spion ist und ihn mit den nötigen Informationen versorgt hat.
Matthias, Basilius Hirsch Hase und Jess ziehen los, um die Kinder zu retten, wobei sie auf ihrem Weg alte und neue Verbündete gewinnen, wie etwa den Stamm der Guasim oder den Dachs Orlando, dessen Tochter Auma ebenfalls von Slagar entführt wurde. Während ihrer Zeit in der Sklaverei reift Mattimeo immer mehr zum echten Helden heran, der sich auch für die Schwächeren starkmacht.
In der Zwischenzeit beginnen in ihrer Abwesenheit die Dinge für Redwall falsch zu laufen. Es kommt unter Beschuss von Raben, von General Eisenschnabel geführt. Die Raben nehmen alle ihre Nahrung und die Schlafplätze ein. Allerdings schlagen die Bewohner von Redwall wieder zurück, indem sie vortäuschen, dass in Martins Rüstung ein Geist sei, um die Raben zu verscheuchen. Später retten sie einen Bergvogel namens Stryke, der von den Raben gepeinigt und verletzt wird. Schließlich kommt Eisenschnabel hinter den Täuschungsversuch, nachdem er Konstanze gesehen hat, wie sie Martins Rüstung weggetragen hat, und sperrt sie in einen Schuppen. Konstanze kann sich jedoch befreien und eilt zu den anderen Bewohnern von Redwall, als der neu erholter Stryke Eisenschnabel tötet, woraufhin die anderen Raben Redwall verlassen.
Matthias und seinen Gefährten gelingt es, Slagars Spur zu einer alten, verborgenen Abtei zu folgen. Sie können dort nicht nur die Kinder, sondern auch viele andere Sklaven befreien. Orlando und Matthias jagen Slagar, bis dieser in einen Brunnenschacht stürzt und umkommt. Schließlich kehrt die Gesellschaft mit den Kindern und den anderen Sklaven nach Redwall zurück. Die ehemaligen Sklaven und Matthias Gefährten lassen sich in Redwall nieder. Matthias, Basilius und Orlando beginnen in Redwall mit der Ausbildung der nächsten Generation an Verteidigern.

### Dritte Staffel
Sieben Sommer nach Matthias Rückkehr lauschen die Bewohner von Redwall der Geschichte von Tim Kirchenmaus, der zu diesem Zeitpunkt schon zwei Jahre lang Chronist der Abtei ist. Sie handelt davon, wie ihr Held Martin der Krieger so bekannt wurde. In den Ländern der Marshank-Küste tyrannisiert der schreckliche Badrang mit seinen zunehmenden Piraterieangriffen und zwingt den Krieger Lukas, Martins Vater, mit auf das Meer hinauszugehen, um dort die Ratten zu bekämpfen. Er hinterlässt seinem Sohn sein Schwert und fordert ihn auf, nie zuzulassen, dass irgendjemand anderes es nimmt. Jahre später wird Martin von Badrang gefangen genommen und ihm ebendieses Schwert abgenommen. Die junge Maus dient nun viele Jahre in der Festung von Marshank als Sklave. Als er ein altes Eichhörnchen namens Barkjon verteidigt, hängt Badrang ihn nach draußen in den Regen, wo ihn hungrige Möwen anpicken. Später kommt er dann mit Felldoh und Brome in eine Gefängnisgrube. Unterdessen kommt ein alter Kamerad von Badrang, Tramun Clogg, um Marshank einzunehmen. Die Schwester von Brome, Laterose, und ihr Freund, der Maulwurf Grumm, kommen zur selben Zeit an und beginnen einen Weg in die Gefängnisgrube zu graben, während Clogg seine Belagerung startet. Die fünf gelangen schließlich zu Cloggs Booten und schaffen es, eines davon in Beschlag zu nehmen. Allerdings hat das Boot ein Loch, sodass es geflutet wird. Zudem wird die Gruppe durch nicht nur einen wütenden Sturm, sondern auch durch einen Fisch getrennt. Martin, Rose und Grumm werden am Ende dieses Abenteuers von Spitzmäusen gefangen genommen. Dabei begegnen sie dem Igel Pallum. Nachdem sie den Sohn der Königin Amballa, Dinjer, gerettet haben, werden sie freigelassen, um nach Noonvale, dem Zuhause von Rose, zu gehen.
In der Zwischenzeit waren Brome und Felldoh irgendwo anders an Land gespült worden, wo sie die „Rosehip Players“, einen Wanderzirkus, treffen. Dieser erklärt sich bereit, ihnen zu helfen, die Sklaven in  Marshank zu befreien. Zu Cloggs Belustigung gelangen sie tatsächlich in Marshank hinein und befreien die meisten Sklaven. Ein paar Tage später verkleidet sich Brome als eine Ratte, um hineinzukommen, sodass er die anderen Sklaven durch den Tunnel in der Gefängnisgrube befreien kann.
Auf dem Weg nach Noonvale bekommt die Gesellschaft viele neue Freunde, wie den Aufseher des Marshwood Hill oder Boldred, eine Eule, aber auch viele Feinde, wie die unzivilisierten, kannibalischen Eidechsen oder der Schelm Gawtrybe. Mit Hilfe der Spitzmäuse und der Otter gelangen sie nach Noonvale, sind aber nicht in der Lage, eine Armee zusammenzustellen, um Badrang besiegen zu können. Allerdings fühlen sich viele von Martins Angelegenheit angezogen, einschließlich der Gawtrybe, als er sich wieder auf den Weg nach Marshank macht.
Clogg ergreift seine Chance, Marshank zu erobern, während Badrang nicht da ist. Badrang kennt jedoch den Tunnel in die Gefängnisgrube. So gelingt es ihm, sich von Cloggs Soldaten Treue schwören zu lassen und Clogg zu seinem Sklaven zu machen. Felldoh wird geradezu besessen von Badrangs Sturz, sodass er Solo-Angriffe gegen ihn beginnt. Als er Badrang im Zweikampf konfrontiert und diesen eigentlich bereits besiegt hat, wird er in einem Hinterhalt von Badrangs Untergebenen zu Tode geprügelt. Erst Martin kann Badrang mit seiner Armee in eine Ecke drängen. Sie brennen das Tor von Marshank nieder und beginnen mit ihrem Angriff. In den Wirren des Kampfes gelingt es Martin, das Schwert seines Vaters an sich zu nehmen und Badrang damit zu töten. Leider hatte Badrang Rose während der Schlacht niedergestochen und getötet. Die Freiheitskämpfer kehren nach Noonvale zurück, während Martin seinen eigenen Weg geht, da ihn Noonvale zu sehr an seine geliebte Rose erinnert.
Am Ende der letzten Folge erklärt Tim Kirchenmaus, dass Martin sein Leben fortan ganz in den Dienst des Friedens stellte und infolgedessen die Abtei Redwall gründete. Da auch noch später Reisende von Noonvale zum Kloster gekommen waren und die Geschichte von ihrem Helden, Martin dem Krieger, erzählten, ist diese Überlieferung bis heute erhalten geblieben.

## Synchronisation
| Rolle                               | Originalsprecher             | Deutsche Sprecher                | Staffel(n) | Episoden        |
| ----------------------------------- | ---------------------------- | -------------------------------- | ---------- | --------------- |
| Martin der Krieger                  | Ben Campbell Amos Crawley    | Walter von Hauff Marc Stachel    | 1–3        | 1–26 27–39      |
| Konstanze                           | Janet Wright                 | Karin Anselm                     | 1–2        | 1–26            |
| Basilius Hirsch Hase Ballaw         | Richard Binsley              | Claus Brockmeyer                 | 1–2 3      | 2–26 27–39      |
| Matthias                            | Tyrone Savage                | Johannes Wolko Christian Weygand | 1–2        | 1–13 13–26      |
| Kornblume                           | Alison Pill Melissa McIntyre | Jana Julie Kilka Melanie Jung    | 1–2        | 1–13 13–26      |
| Vormaulwurf                         | Wayne Robson                 | Hansi Kraus                      | 1–2        | 1–26            |
| Junker Julius von Gingivere Barkjon | Keith Knight                 | Norbert Gastell                  | 1 3        | 8, 12, 13 27–39 |
| Hauptmann Schnee                    | Richard Denison              | Donald Arthur                    | 1          | 8, 12, 13       |
| Cluny, der Tyrann Badrang           | Diego Matamoros              | Thomas Rauscher                  | 1 3        | 1–13 27–39      |
| Abt Mortimer                        | Chris Wiggins                | Karl-Heinz Krolzyk               | 1          | 1–13            |
| Bruder Methusalem                   | Wayne Robson                 | Günter Wolf                      | 1          | 1–5             |
| Slagar Schatten                     | Tim Curry                    | Gudo Hoegel                      | 1–2 1      | 3, 14–26 1–2    |
| Mattimeo                            | Michael Seater               | Daniel Haidinger                 | 2          | 13–26           |
| Orlando die Axt                     | Anthony Bekenn               | Manfred Erdmann                  | 2          | 14–26           |
| General Eisenschnabel               | Wayne Best                   | Ulrich Frank                     | 2          | 19–26           |
| Rose von Noonvale                   | Lindsey Connell              | Sonja Reichelt                   | 3          | 27–39           |
| Grumm Trencher                      | Graham Haley                 | Reinhard Brock                   | 3          | 27–39           |
| Felldoh                             | Ali Mukaddam                 | Daniel Schlauch                  | 3          | 27–38           |
| Keylah                              | Noah Reid                    | Max Felder                       | 3          | 28–39           |
| Captain Tramun Clogg                | John Stocker                 | Manfred Erdmann                  | 3          | 27–39           |
| Schwarzkralle                       | Ben Campbell, Simon Smithies | Thomas Albus                     | 1          | 1–13            |